# VIK Västerås HK
Le VIK Västerås HK est un club de hockey sur glace de Västerås en Suède. Il évolue en Allsvenskan, second échelon suédois.

## Historique
Le club est créé en 1913 sous le nom de Västerås Idrottsklubb (VIK), et la section hockey sur glace apparaît en 1939.  En 1947, Västerås accède pour la première fois au championnat de première division, auquel l'équipe participera 35 fois, dont 12 (de 1988 à 2000) depuis la création de l'Elitserien en 1975.
En 2000, le club est rétrogradé deux échelons plus bas en Division 1, il prend alors le nom de Västerås IK Ungdom. Il est promu en 2003 en Allsvenskan, sa ligue actuelle. En 2005, il adopte le nom de VIK Västerås HK.

## Palmarès
- Vainqueur de l'Allsvenskan : 1988.
- Vainqueur de la Division 1 : 2000, 2001.